# Kryspin i Kryspinian

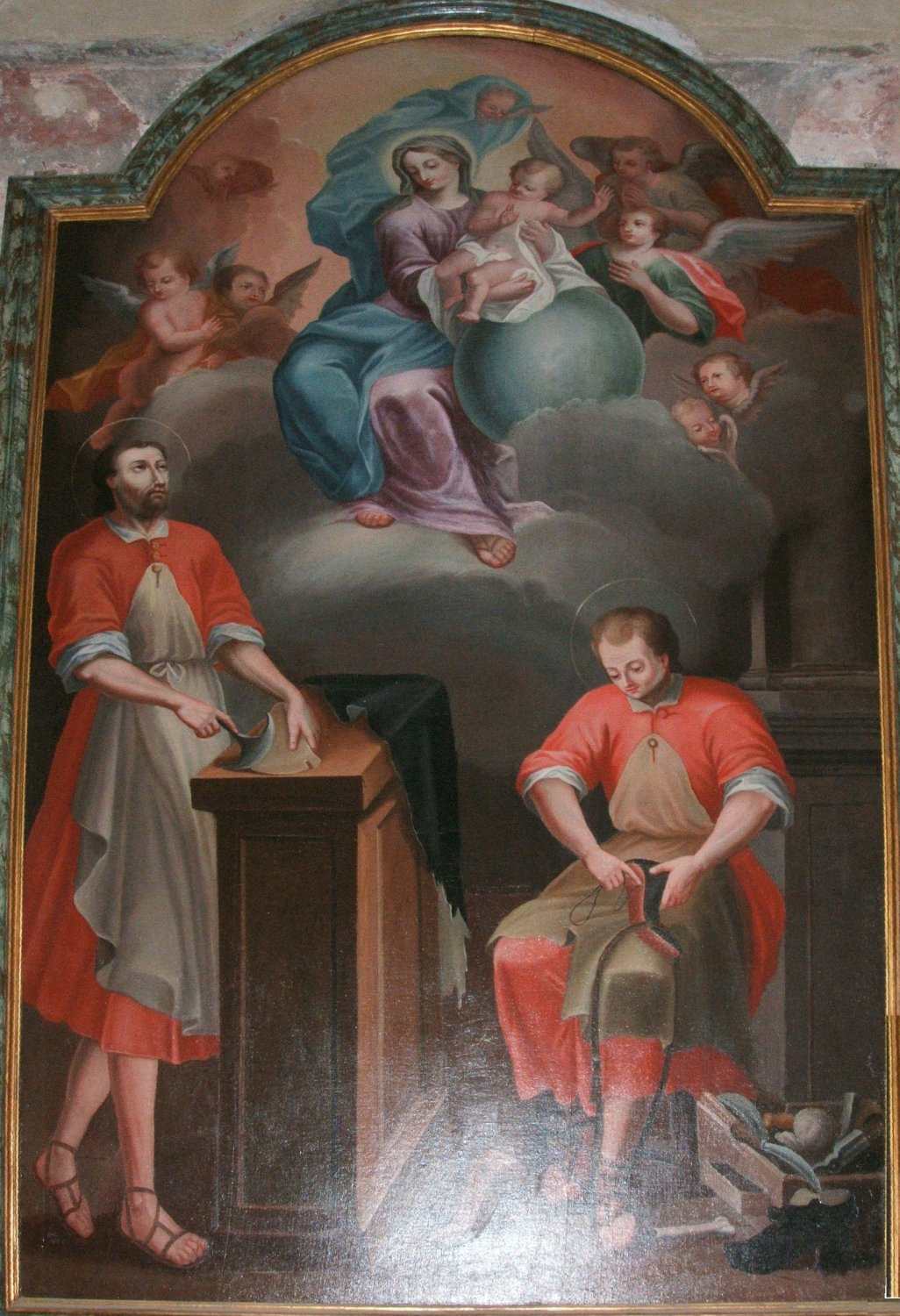
Kryspin i Kryspinian, jako szewcy, w kościele św. Jana w Saluzzo.

Kryspin i Kryspinian (ur. w Rzymie, zm. ok. 285–289 w Soissons) – bracia rodzeni, męczennicy wczesnochrześcijańscy, święci Kościoła katolickiego i prawosławnego.

## Żywot świętych
Bracia pochodzili ze znakomitego rodu rzymskiego. Według tradycji chrześcijańskiej udali się w połowie III wieku z Rzymu do Galii, gdzie w dzisiejszym Soissons zajmowali się szewstwem i zasłużyli się zarówno szerzeniem chrześcijaństwa, jak i uczynkami dobroczynnymi. Miłosierdzie ich było tak wielkie, że jak głosi legenda, kradli skóry, aby biednym rozdawać obuwie za darmo. Oskarżeni przed cesarzem Maksymianem Herkuliuszem, zostali skazani na śmierć w męczarniach.
Miałoby to nastąpić w roku 285 , 287  lub 289.
Swego czasu dobrodziejstwa dokonywane kosztem innych nazywano kryspinadami.

## Patronat
W VI wieku wzniesiono na ich cześć wielki kościół w Soissons i uznano ich za patronów szewców, tkaczy, krawców, garbarzy i siodlarzy.

## Dzień obchodów
Wspomnienie liturgiczne świętych męczenników obchodzone jest w Kościele katolickim 25 października.
Cerkiew prawosławna wspomina braci 25 października/7 listopada, tj. 7 listopada według kalendarza gregoriańskiego.